# Sonate pour violoncelle et piano de Milhaud
Pour les articles homonymes, voir Sonate pour violoncelle et piano.
La Sonate pour violoncelle et piano, op. 377, est une œuvre de musique de chambre de Darius Milhaud composée en 1959.

## Présentation
Commande du Festival de Vancouver à l'intention du violoncelliste Ernst Friedlander, la Sonate pour violoncelle et piano est composée à Pacific Palissades entre le 16 mars et le 18 avril 1959,. Elle est contemporaine de la Sonatine pour alto et violoncelle.
Dédiée à Friedlander, l'œuvre est créée par le dédicataire au violoncelle et sa femme, Marie Friedlander, au piano, le 18 juillet 1959 au Festival de Vancouver,.
Pour le musicologue François-René Tranchefort, « ce n'est pas une partition négligeable, [...] et sa concision — qualité essentielle chez notre musicien revendiquant la clarté et la rapidité d'un Couperin — demeure un atout de la partie du violoncelle auquel se voit interdite toute effusion superflue ».

## Structure et analyse
La Sonate, d'une durée moyenne d'exécution de treize minutes trente-cinq environ, est constituée de trois mouvements, :
1. Animé, Gai, page au « charme tout pastoral[2] », qui est bâtie « sur une phrase mélodique au rythme souple dans laquelle le violoncelle, un peu nonchalant, se trouve contrepointé par un piano plus incisif ; le second thème de cet allegro de sonate est énoncé au clavier, et fait alterner tendresse et versatilité de l'expression, — avant un bref développement. L'ordre classique de la réexposition est inversé[2] » ;
2. Lent, Grave, mouvement qui est « une méditation très retenue, au cours de laquelle les parties de violoncelle et de piano sont généralement indépendantes. Celle du violoncelle est une immense mélodie que le piano récapitule au centre du mouvement ; l'ensemble est d'une très libre disposition[2] » ;
3. Vif et Joyeux, finale qui « est inauguré par un thème sans accompagnement, aux contours anguleux, d'esprit quelque peu humoristique. La première partie débouche sur une fugue très classique, — développée ensuite « à l'écrevisse ». Puis une reprise de cette première partie s'opère, comme dans le mouvement initial, en ordre inversé. Une courte strette, puis un bref canon sur le thème principal concluent brillament[2] ».

La partition est publiée par Salabert,. Dans le catalogue des œuvres de Darius Milhaud, la Sonate pour violoncelle et piano porte le numéro d'opus 377,.